# Anopheles aberrans
Anopheles aberrans este o specie de țânțari din genul Anopheles, descrisă de Harrison și John E. Scanlon în anul 1975.
Este endemică în Thailand. Conform Catalogue of Life specia Anopheles aberrans nu are subspecii cunoscute.